# Tororói repülőtér
A Tororói repülőtér (IATA: TRY, ICAO: HUTO) Uganda egyik repülőtere, amely Tororo városánál található.

## Elhelyezkedése
A repülőtér a városközponttól délre, közúton mintegy 3 kilométerre található. Közúton mintegy 249 kilométerre, légi úton pedig 205 kilométerre északkeletre található az Entebbei nemzetközi repülőtértől, amely Uganda legnagyobb repülőtere.

## Áttekintés
2015 júniusában az Ugandai Polgári Légiközlekedési Hatóság azt tervezte, hogy ezt a létesítményt egy regionális repülőtérré fejleszti.

## Fordítás
Ez a szócikk részben vagy egészben  a   Tororo Airport című angol Wikipédia-szócikk ezen változatának fordításán alapul.  Az eredeti cikk szerkesztőit annak laptörténete sorolja fel. Ez a jelzés csupán a megfogalmazás eredetét és a szerzői jogokat jelzi, nem szolgál a cikkben szereplő információk forrásmegjelöléseként.